# هام‌ددان
هام‌ددان (نام علمی: Holotheria) نام یک فرورده از رده پستانداران است.